# デュメリルオオトカゲ
デュメリルオオトカゲ（学名：Varanus dumerilii）は、オオトカゲ科オオトカゲ属に分類されるトカゲ。

## 分布
インドネシア（スマトラ島、バンカ島、ブリトゥン島、ボルネオ島）、タイ南部、マレーシア、ミャンマー南部

## 形態
最大全長135cm。体色は灰褐色で、不鮮明な明褐色の横帯が入る。
眼部から頚部にかけて黒い筋模様が入る。後頭部から頸部にかけて丸い大型の鱗が密集するためブラウンラフネックモニターの英名もある。
四肢には鉤状になった爪があり、爪を木に引っ掛けることで登ることが出来る。
孵化直後の幼体は体色が黒く、白い横帯模様が入る。また頭部はオレンジ色。しかし成長に伴い、色味は失われる。
2亜種に分割されていたが、現在では個体差の範疇として亜種を認めない説が有力。

## 生態
熱帯雨林や湿地、マングローブ林に生息する。爪を使いよく木に登り、水中で泳ぐこともある。外敵に襲われた際にも木に登ったり、水に飛び込んで逃げる。
食性は動物食で、昆虫類、節足動物、甲殻類、魚類、カエル、爬虫類やその卵、鳥類やその卵、小型哺乳類等を食べる。
繁殖形態は卵生で、飼育下では1回に最大23個の卵を産んだ記録がある。

## 人間との関係
種小名dumeriliiはAndré Marie Constant Dumérilへの献名。
生息地では食用とされることもある。
本種はペットとして飼育されることもあり、日本にも輸入されている。主に野生個体が流通する。動物愛護法が改正されたため、飼育にあたり特に法規制はない。立体的な活動も行うため本種の大きさに応じた高さのある大型のケージが必要になる。